# Sportshuset i Lyngby
|  | Denne artikel er oprettet af botten Steenthbot ud fra en ekstern database. Den kan derfor have sproglige fejl eller mangler. Denne skabelon kan fjernes efter kontrol af indholdet. |

Sportshuset i Lyngby er en dansk dokumentarisk optagelse fra 1935.

## Handling
Indvielse af et nyt lejlighedskompleks beliggende Ulrikkenborg Allé 31, 33 og 35 samt Christian X's Allé 102 og Johan Wilmanns Vej 4 i Kongens Lyngby finder sted den 16. februar 1935. Ophavsmændene til funkis-byggeriet, arkitekterne Einar Rosenstand og Edgar Jørgensen, er til stede sammen med håndværkere og bygherre. Lejlighederne fremvises med inventar og beboere. Også omgivelserne og de omkringliggende huse i 'den engelske haveby'.